# Eugen Schneider (Architekt)

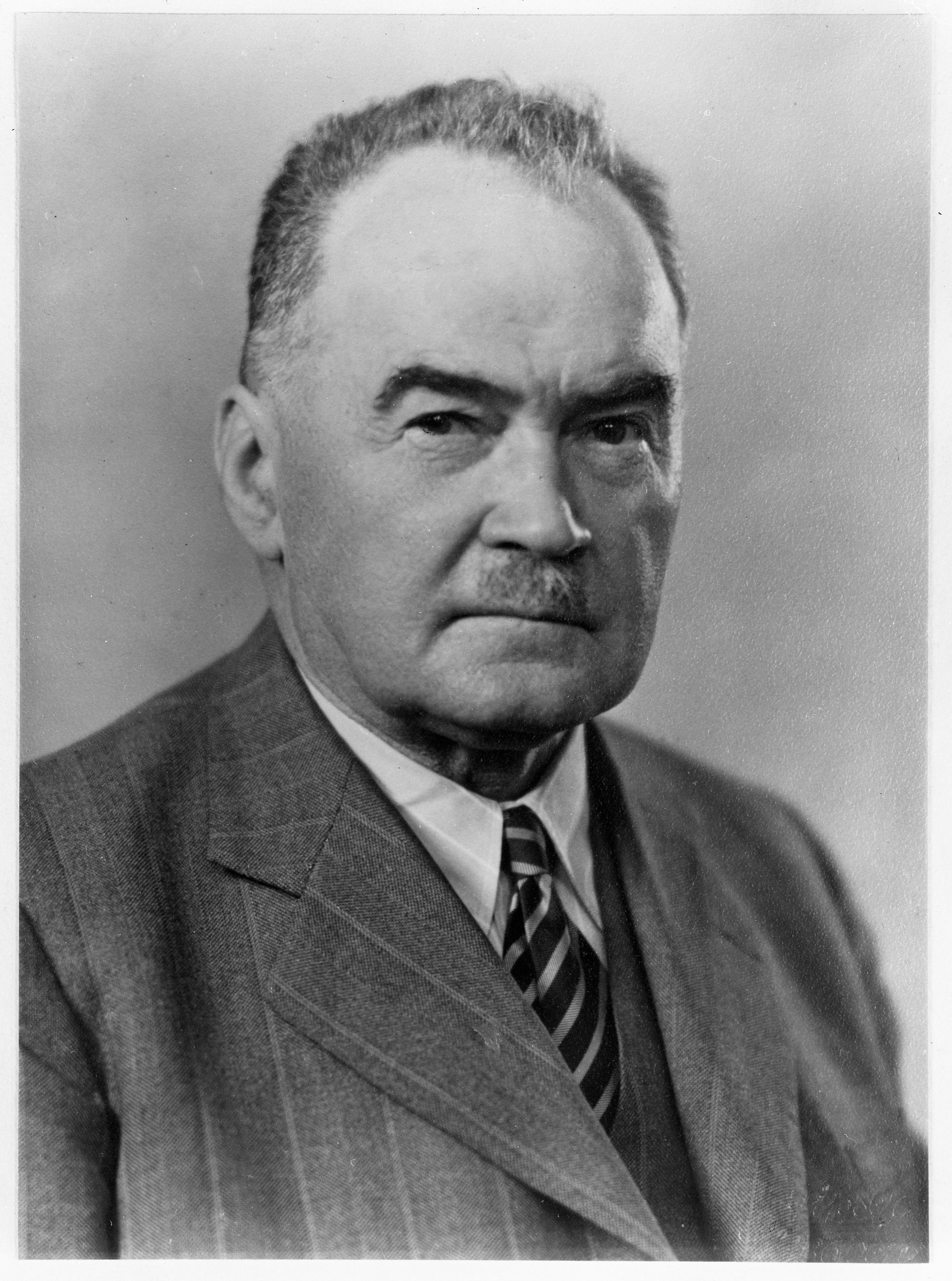
Reproduktion eines Portraitbildes

Eugen Schneider (* 1880 in Ennetbaden; † 26. Mai 1953) war ein Schweizer Architekt sowie Gemeindeammann und später im Grossen Rat Politiker für die Freisinnig-Demokratische Partei. Ferner war er in zahlreichen anderen Organisationen engagiert. Er arbeitete in der Epoche des Jugendstils und ist stilistisch der Heimatstil genannten Heimatschutzarchitektur zuzurechnen.

## Ausbildung und Beruf
Eugen Schneider erlernte den Beruf als Bauzeichner in Baden bei Robert Moser. So stand er auch in dem Einfluss dessen 20 Jahre älteren Sohns Karl Mosers, der mit seinen epochalen Bauten über die Grenzen der Schweiz hinaus bekannt wurde. Schneider arbeitete danach bis 1919 zusammen mit Medard Sidler (1878–1940), gab diese Gemeinschaft dann aber auf. Der aus Luzern stammende Sidler war seit 1905 in Baden ansässig und ging später nach Wettingen.
Eugen Schneider gilt als ein Fachmann für Umbau und Renovation. Daneben war er für viele Bauherren und auch für die öffentliche Hand tätig. Insbesondere in seiner Heimatgemeinde war er besonders aktiv. Viele Gemeinde- und Schulhäuser stammen von ihm. Auch der Neubau des Hauptsitzes der Obwaldner Kantonalbank in Sarnen entstammt seiner Feder.

## Privates
Schneider war verheiratet und hatte zwei Töchter sowie einen Sohn. Er wird als „jovialer Gemeindevater“ beschrieben, der eine „Urgemütlichkeit pflegte“. Neben seiner politischen Tätigkeit war er auch Feuerwehrkommandant, Präsident der Badener Niederlassung der Aargauischen Hypothekenbank und Mitglied der Aufsichtskommission des Lehrerseminars Wettingen.

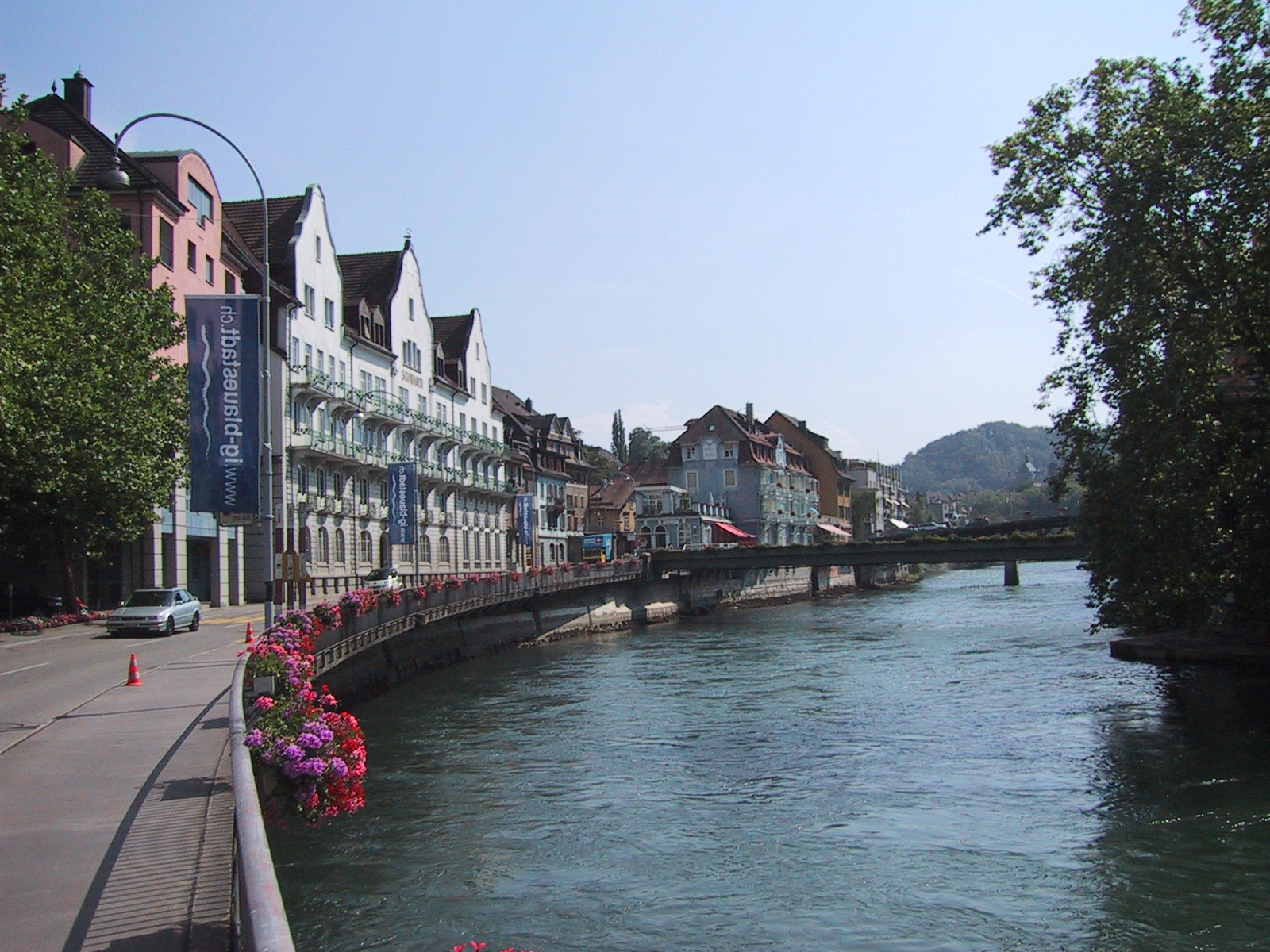
Hotel Schwanen mit seinen drei markanten Giebeln
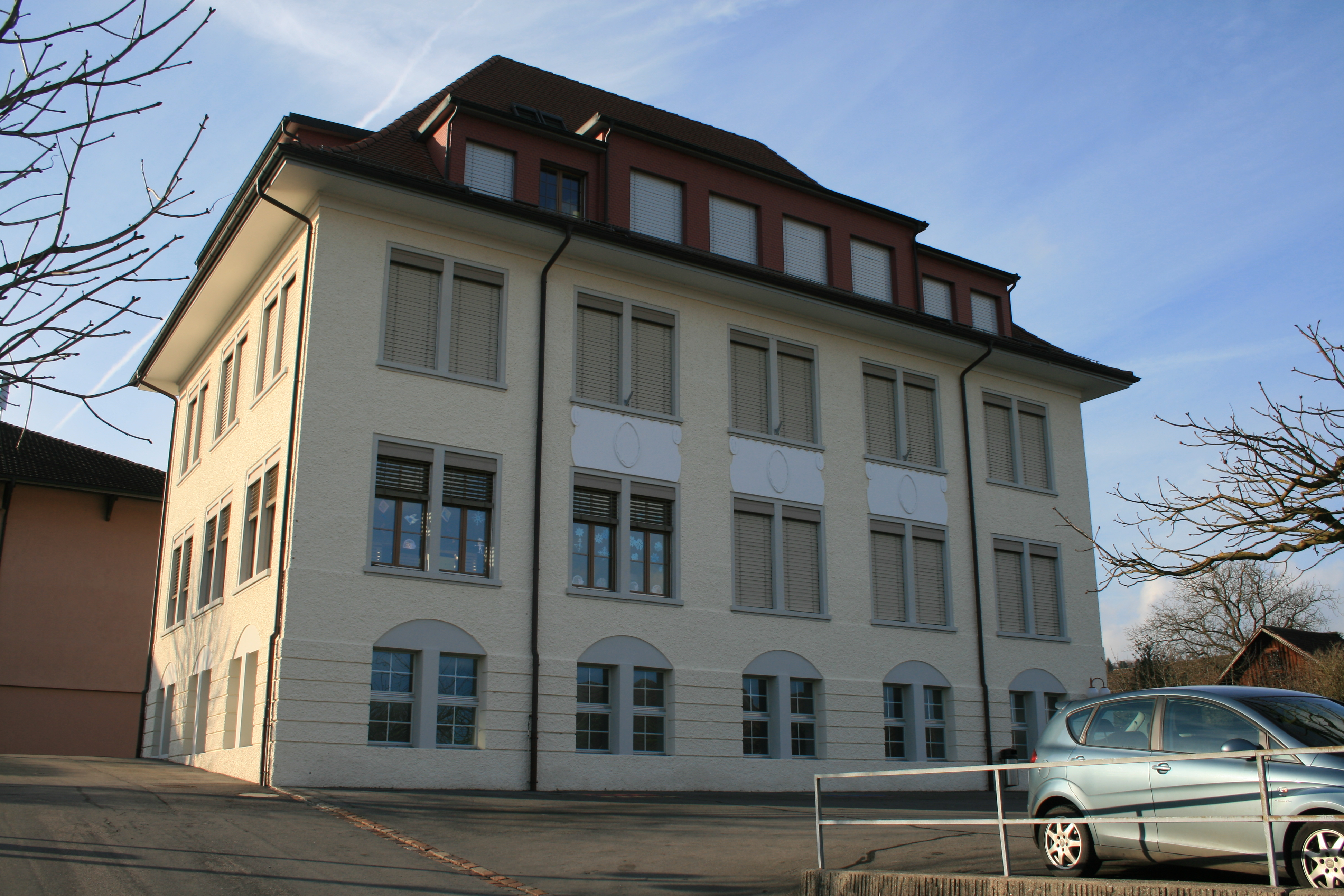
Schulhaus Dietwil

## Werke

### Unter Denkmalschutz stehend im Kanton Aargau
Objekt, Ort; Baujahr, Inventar
- Streuleareal Ennetbaden; 1891, INV-ENN915
- Fabrikgebäude Oederlin, Ennetbaden; 1906–1908, INV-ENN905
- Ev.-ref. Pfarrkirche, Mellingen AG; 1910, INV-MEL902
- Höhtalstrasse 10, Ennetbaden; 1910, INV-ENN919A
- Gemeindehaus, Altes Schulhaus Grabenäcker; 1911–1912, INV-FIB901
- Höhtalstrasse 12, Ennetbaden; 1911–1912, INV-ENN919B
- Höhtalstrasse 14, Ennetbaden; 1911–1912, INV-ENN919C
- Schulhaus Oberlunkhofen; 1912–1913, INV-OLU907
- Höhtalstrasse 16, Ennetbaden; 1923, INV-ENN919D
- Schulhaus, Ennetbaden (2015 entlassen); 1936, DOK-ENN839.903
- Abdankungshalle, Ennetbaden; 1949–1950, INV-ENN916

### Weitere Bauwerke
- Ersparniskasse Baden, Bahnhofstrasse 20; dreigeschossiges Eckhaus (gemeinsam mit Hans Loepfe, 1931)[6]; I 012
- Römerstrasse 16, Baden; stattliches Wohnhaus mit geschwungenem Satteldach mit grossem Zwerchhaus[6]; I 176
- Hauptsitz Obwaldner Kantonalbank Sarnen; 1909, 02. Feber 2016[7]
- Pfarrhaus Mellingen (zugeschrieben); 1928/29[8]
- Schulhaus Fislisbach
- Schulhaus Dietwil
- Primarschulhaus mit Kindergarten, Sachseln, 1910[9]